# Battuta di... faccia
Battuta di... faccia (The Iceman Ducketh) è un cortometraggio della serie Looney Tunes uscito nel 1964, diretto da Maurice Noble e Phil Monroe e scritto da John Dunn. Questo è il secondo inseguimento di caccia tra Daffy Duck e Bugs Bunny.
Fu l'ultimo cartone teatrale della Warner Bros. con Bugs e Daffy insieme fino al corto Un biglietto per il cinema nel 1990, ed è l'ultimo a cui Chuck Jones lavorò, sebbene fosse stato licenziato in una fase iniziale della produzione e sostituito da Monroe (quando fu rilasciato, Jones aveva già prodotto due vignette nel suo nuovo studio, la Sib-Tower 12). È stato distribuito anche coi titoli Cacciatori di pelli e L'anatra di ghiaccio.

## Distribuzione

### Edizione italiana
Esistono due doppiaggi italiani per il corto. Dapprima è stato distribuito in lingua originale all'interno del programma cinematografico Arriva Speedy Gonzales! con il titolo Battuta di... faccia. Il primo doppiaggio risale agli anni ottanta, effettuato dalla Effe Elle Due con il titolo Cacciatori di pelli. Nel 1997 il corto è stato ridoppiato per la pubblicazione in VHS con il titolo L'anatra di ghiaccio.

## Edizionihome video

### VHS
Il corto è incluso nella videocassetta Bugs Bunny: 3 con il primo doppiaggio e in Carota Party - Bugs Bunny & Daffy Duck: Che succede, amico? con il ridoppiaggio.

### DVD
Il corto è incluso nel DVD Looney Tunes Superstars: Daffy Duck - Un papero fallito, con il ridoppiaggio.